# Richard North Patterson
Pour les articles homonymes, voir Patterson.
 (novembre 2019).
Si vous disposez d'ouvrages ou d'articles de référence ou si vous connaissez des sites web de qualité traitant du thème abordé ici, merci de compléter l'article en donnant les références utiles à sa vérifiabilité et en les liant à la section « Notes et références ».
Œuvres principales
- Degré de culpabilité

Richard North Patterson est un écrivain et auteur de romans policiers américain, né le 22 février 1947 à Berkeley, Californie.

## Biographie
Diplômé de l'Université Wesleyan, cet ancien avocat est longtemps procureur en Ohio, où il se spécialise dans les affaires financières. Il s'est occupé également de l'affaire du Watergate.
Après des cours de création littéraire à l'Université de Birmingham en Alabama, il se lance dans le roman judiciaire et publie La Loi de Lasko qui remporte l'Edgar du premier roman décerné par l'association des Mystery Writers of America. Apparaît dans cette œuvre l'avocat Christopher Paget qui siège à une commission sénatoriale sur les crimes économiques à Washington. Dans la deuxième aventure de ce héros, Degré de culpabilité (1993), l'action se déroule à San Francisco et raconte une sombre affaire de meurtre que l'avocat devra démêler. Ce roman remporte en France le Grand prix de littérature policière en 1995.
Une autre série de Richard North Patterson a pour héroïne la juriste Caroline Clark Masters. Dans le second titre, L'Affaire Tierney (2000), le sénateur démocrate Kerry Kilcannon fait une apparition, lui qui est déjà héros de Nulle part au monde (1998).

## Œuvre

### Romans

#### SérieChristopher Paget
- La Loi de Lasko, Albin Michel, 1988 ((en) The Lasko Tangent, 1979)
- Degré de culpabilité, Albin Michel, 1994 ((en) Degree of Guilt, 1993)Grand prix de littérature policière 1995
- Pour les yeux d'un enfant, Albin Michel, 1997 ((en) Eyes of a Child, 1995)
- (en) Conviction, 2005

#### SérieCaroline Clark Masters
- Jugement sans appel, Albin Michel, 1998 ((en) The Final Judgement, 1995)Publié également sous le titre Caroline Masters
- L'Affaire Tierney, Presses de la Cité, 2003 ((en) Protect and Defend, 2000)

#### SérieKerry Kilcannon
- Nulle part au monde, Archipel, 2000 ((en) No Safe Place, 1998)
- Traces de poudre, Archipel, 2005 ((en) Balance of Power, 2003)
- (en) Eden in Winter, 2014

#### SérieTony Lord
- Projection privée, Albin Michel, 1988 ((en) Private Screening, 1985)
- Un témoin silencieux, Archipel, 1999 ((en) Silent Witness, 1997)

#### Autres romans
- Équation à une inconnue, Archipel, 2002 ((en) The Outside Man, 1981)
- (en) Escape the Night, 1983
- La Dame de l'ombre, Archipel, 2001 ((en) Dark Lady, 1999)
- (en) Exile, 2007
- (en) The Race, 2007
- (en) Eclipse, 2009
- (en) The Spire, 2009
- (en) In The Name of Honor, 2010
- (en) The Devil's Light, 2011
- (en) Fall From Grace, 2012

## Prix
- Prix Edgar-Allan-Poe 1980 du meilleur premier roman pour The Lasko Tangent[1]
- Grand prix de littérature policière 1995 pour Degré de culpabilité[2]